# Olivier Fallaix
Olivier Fallaix, alias GoToon, né le 6 juillet 1969, est un journaliste français spécialiste de l'animation japonaise et du manga, et une personnalité du paysage audiovisuel français. Il est le créateur d'une émission, et ex-rédacteur en chef du magazine Animeland.

## Biographie
Il commence comme animateur sur la radio pour enfants Superloustic.
Il rejoint en 1991 le magazine Animeland. À partir de 2006, il en devient rédacteur en chef jusqu’en 2013,,. Il co-anime aussi avec Olivier Ligné une émission sur la chaîne Mangas, Galaxie mangas.
En 2014, il rejoint Crunchyroll comme rédacteur et consultant.
Il anime régulièrement des conférences sur le thème de l'animation et du manga à travers la France,,,,,,, et en Suisse.

## Filmographie
- Gros Bras[video 1]
- France Five : Cancrelax, dans les épisodes 1 à 6[video 2]

## Vidéos
1. ↑  Grosbras (Parodie de Cobra)
2. ↑  110 - France Five - générique 110 - France Five - générique